# Dan Nistor
Dan Nicolae Nistor (ur. 6 maja 1988 w Rucărze) – piłkarz rumuński grający na pozycji ofensywnego pomocnika. Od 2016 roku jest zawodnikiem klubu Dinamo Bukareszt.

## Kariera klubowa
Karierę piłkarską Nistor rozpoczął w klubie Internațional Curtea de Argeș. W 2008 roku awansował do kadry pierwszego zespołu. W sezonie 2008/2009 zadebiutował w nim w drugiej lidze rumuńskiej. W debiutanckim sezonie wywalczył ze swoim klubem awans do pierwszej ligi. W 2009 roku odszedł do Dacii Mioveni, w której spędził jeden sezon.
Latem 2010 roku Nistor został zawodnikiem zespołu Pandurii Târgu Jiu. 23 lipca 2010 zadebiutował w nim w pierwszej lidze w zremisowanym 0:0 domowym meczu z Unireą Urziceni. Od czasu debiutu jest podstawowym zawodnikiem Pandurii.
21 sierpnia 2013 roku podpisał kontrakt z Evian Thonon Gaillard FC. Odszedł z niego do Pandurii Târgu Jiu, a latem 2016 został zawodnikiem Dinama Bukareszt.
| Sezon   | Klub                          | Kraj    | Rozgrywki | Mecze | Bramki | Rozgrywki Europy | Mecze | Bramki |
| ------- | ----------------------------- | ------- | --------- | ----- | ------ | ---------------- | ----- | ------ |
| 2008/09 | Internațional Curtea de Argeș | Rumunia | Liga II   | 25    | 3      | –                | –     | –      |
| 2009/10 | Dacia Mioveni                 | Rumunia | Liga II   | 28    | 4      | –                | –     | –      |
| 2010/11 | Pandurii Târgu Jiu            | Rumunia | Liga I    | 26    | 1      | –                | –     | –      |
| 2011/12 | Pandurii Târgu Jiu            | Rumunia | Liga I    | 33    | 2      | –                | –     | –      |
| 2012/13 | Pandurii Târgu Jiu            | Rumunia | Liga I    | 33    | 6      | –                | –     | –      |
| 2013/14 | Pandurii Târgu Jiu            | Rumunia | Liga I    | 5     | 0      | Liga Europy UEFA | 4     | 1      |
| 2013/14 | Evian TG                      | Francja | Ligue 1   | 6     | 0      | –                | –     | –      |
| 2013/14 | Pandurii Târgu Jiu            | Rumunia | Liga I    | 14    | 1      | –                | –     | –      |
| 2014/15 | Pandurii Târgu Jiu            | Rumunia | Liga I    | 31    | 1      | –                | –     | –      |
| 2015/16 | Pandurii Târgu Jiu            | Rumunia | Liga I    | 35    | 1      | –                | –     | –      |

Stan na: koniec sezonu 2015/2016

## Kariera reprezentacyjna
W reprezentacji Rumunii Nistor zadebiutował 13 listopada 2012 roku w wygranym 2:1 towarzyskim meczu z Belgią, rozegranym w Bukareszcie.